# Edward Smith

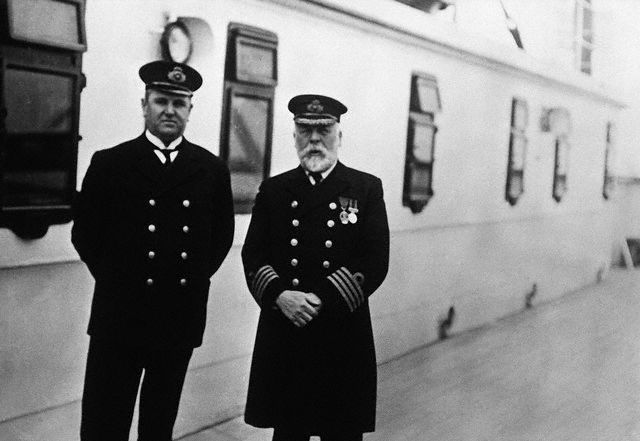
Edward Smith till höger ombord på Titanic. Till vänster syns Walter McElroy, en av Titanics besättningsmän. Fotot togs mellan Southampton och Queenstown. Passageraren som tog fotografiet steg av där.

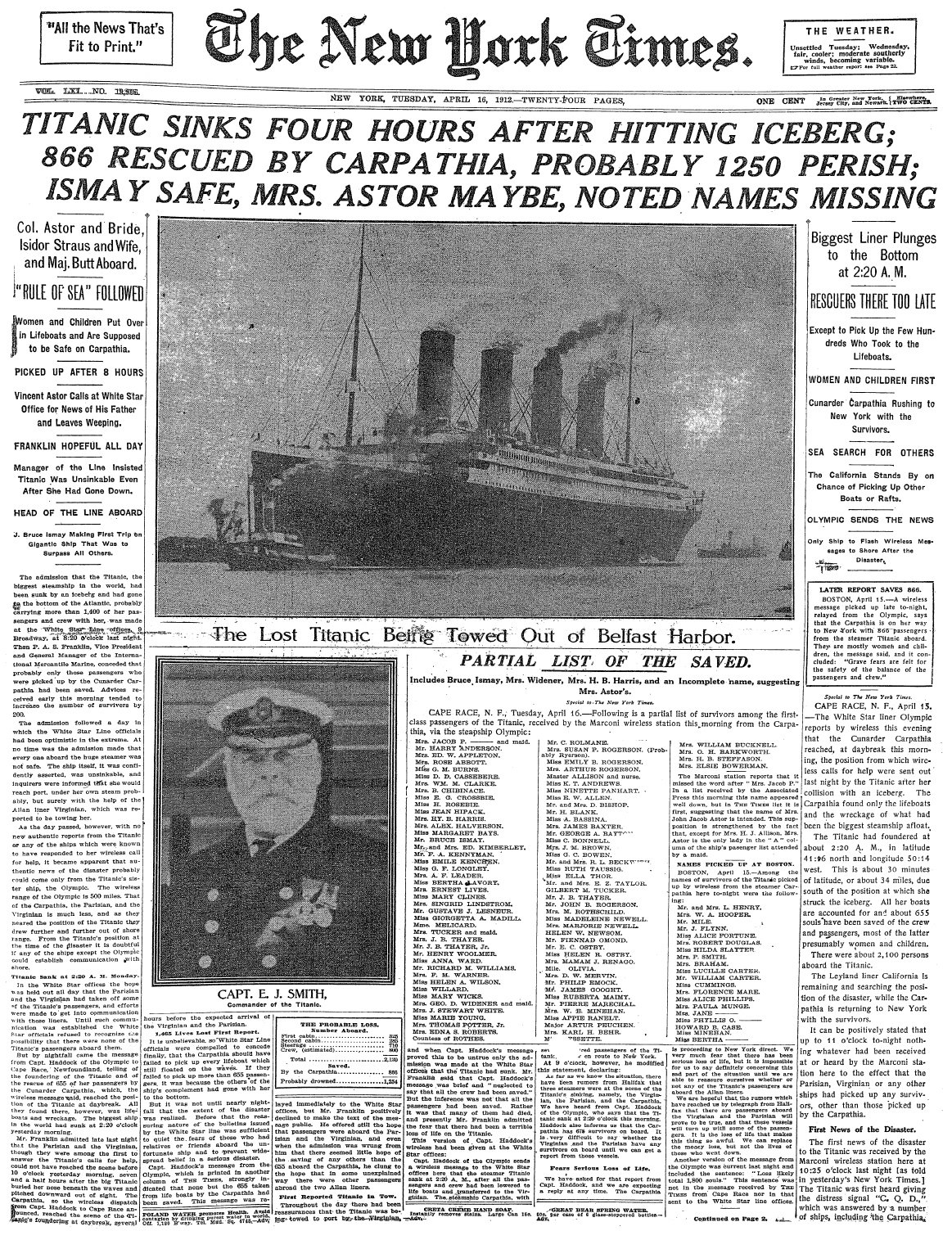
Edward Smith på New York Times förstasida 16 april 1912

Edward John Smith, född 27 januari 1850 i Hanley, Staffordshire, död 15 april 1912, var en brittisk sjökapten. Smith var anställd av White Star Line och var befälhavare på ångfartyget RMS Titanic, vilken kolliderade med ett isberg under sin jungfruresa natten den 14–15 april 1912 och sjönk, varvid Smith omkom. Många minns idag honom som den klassiske sjökaptenen från en svunnen epok.

## Biografi
Edward Smith var son till trädgårdsarbetaren Edward Smith och Catherine Smith. Redan vid 13 års ålder började han att arbeta åt sjöfartsfirman Gibson & Co. Efter att ha varit lärjunge i över 17 år till sjöss åt samma firma började han vid 30 års ålder utbilda sig till kapten hos White Star Line.
År 1887 förde han befäl över sitt första fartyg och skulle därefter föra befäl över en mängd fartyg, däribland flera av sin tids största och modernaste ångare. Han var befälhavare på RMS Majestic 1895–1904. Med detta fartyg gjorde han två turer med trupper till Sydafrika under Boerkriget.
År 1904 började han som befälhavare hos White Star Line och började föra befälet över många av rederiets senaste och största fartyg på deras jungfruresor. Han var sedan befälhavare för RMS Baltic, RMS Adriatic, och RMS Olympic. Smith blev en mycket populär befälhavare, i synnerhet bland passagerare som reste i första klass och kunde ofta ses dinera med dessa under resorna. Han blev omnämnd som "miljonärernas kapten". Under sin tid som befälhavare för Olympic råkade fartyget ut för en större incident. 20 september 1911 kolliderade hon med krigsfartyget HMS Hawke, vilket ledde till maskinskador och två vattenfyllda sektioner. Olympic kunde ändå ta sig till Southampton för reparation. I februari 1912 förlorade fartyget ett propellerblad under färd och tvingades återigen till hamn för reparation. Händelserna gjorde att White Star Line tvingades senarelägga jungfrufärden för sitt senaste nybygge RMS Titanic. Smith blev erbjuden att föra befäl på Titanic under dess jungfruresa som ett sista hedersuppdrag innan sin planerade pensionering. Dock hann Smith aldrig pensionera sig utan omkom när Titanic förliste.

## Ombord på RMS Titanic
Vid jungfrufärdens början den 10 april 1912 skedde en incident då fartyget S/S City of New York slets loss från sina förtöjningar i Southampton på grund av vattenmassorna som sattes i rörelse då Titanic passerade. Fartyget drev mot Titanic men ett snabbt agerande från Smiths sida gjorde att färden kunde fortsätta som planerat, om än något försenad.
De följande dagarna förflöt utan problem. Smith mottog dock allt fler varningar från fartyg i närheten om stora isberg i havet. Han beordrade en marginellt sydligare kurs för att undvika dessa. Han gav däremot inga order om att sänka hastigheten. Passageraren Elisabeth Lines och hennes dotter Mary blev den 13 april åhörare till en konversation mellan bolagschefen Bruce Ismay och kapten Smith i förstaklassens receptionsrum angående om det var möjligt att starta upp de sista av fartygets ångpannor. Passageraren Emily Ryerson berättade att Bruce Ismay den 14 april visat henne och Marian Thayer en isvarning från fartyget RMS Baltic, och sagt "vi befinner oss bland is" samt "vi ska sätta igång några extra ångpannor ikväll". Ismay förnekade dock i senare förhör att han som reste som vanlig passagerare på något sätt skulle ha försökt påverka kapten Smith.
På kvällen den 14 april deltog kapten Smith på en middagsbjudning initierad av passageraren George Dunton Widener, men valde att lämna denna tidigt. Istället begav han sig till kommandobryggan där han samtalade med vakthavande andre styrman Charles Lightoller om havsförhållandena. Han beordrade att färden skulle fortsätta enligt planerna för att sedan gå och vila i sin hytt. Den kursändring kaptenen beordrat visade sig vara förgäves, runt klockan 23:38 ringde fartygets utkikar i skeppsklockan för att indikera att något var i dess väg rakt föröver. Besättningen gjorde vad de kunde för att få Titanic att gira, men de kolliderade med ett stort isberg som sedan kom att skrapa en lång bit längs styrbordssidan.
Smith befann sig vid tillfället inte på bryggan, han förberedde sig för att gå till sängs. Strax efter kollisionen kom han tillbaka till bryggan och informerades av vakthavande William Murdoch vad som hänt. Han gjorde en inspektion av fartyget tillsammans med konstruktören Thomas Andrews och fjärde styrman Joseph Boxhall. Sedan de konstaterat att fartyget var utom räddning gav han order om att förbereda livbåtarna för evakuering. Han beordrade telegrafisterna Jack Phillips och Harold Bride att sända ut nödanrop via fartygets Marconi-sändare. En stund senare gav han sina närmaste underordnade Charles Lightoller, Henry Tingle Wilde och William Murdoch order att sätta kvinnor och barn i livbåtarna. Lightoller uppfattade ordern som endast kvinnor och barn, medan Murdoch uppfattade den som kvinnor och barn först. Detta gjorde att Lightoller med undantag av sjömän, och en manlig passagerare, inte tillät vuxna män att gå i båtarna ens om där fanns plats.
Flera överlevande vittnen berättade om att kapten Smith sågs på däck med en megafon för att göra sig hörd i allt oväsen, bland dem förstaklasspassageraren Lucian P. Smith. Han gjorde även tillsammans med Wilde och Andrews ett fruktlöst försök att kalla tillbaka livbåtar med hjälp av denna när det blev uppenbart att man skickat iväg de första båtarna med alltför få personer ombord. Passageraren Peter Dennis Daly uppgav i en intervju att han hörde Smith ropa "kalla tillbaka livbåtarna, de är bara halvfyllda!" från relingen. Den överlevande passageraren Arthur Godfrey Peuchen vittnade om att detta hördes från hans livbåt. Ju längre evakueringen pågick desto mer passiv tycks Smith ha blivit i evakueringsarbetet. Mycket tyder på att han paralyserades av situationens allvar. Många besättningsmän var fortfarande ovetande om vad som pågick. Kvartersmästaren George Rowe som tjänstgjorde i aktern ringde till exempel upp bryggan långt efter kollisionen och frågade varför han såg en livbåt i vattnet.
När den slutgiltiga förlisningen närmade sig befriade han besättningsmännen från sina poster. Han gick in till radiorummet och sade åt telegrafisterna att det nu var upp till dem att rädda sig själva. Steward Edward Brown berättade att kaptenen gick förbi honom på båtdäcket medan han och andra besättningsmän arbetade med en hopfällbar livbåt under förlisningens slutskede. Han ska ha sagt "gör ert bästa för kvinnorna och barnen, och se efter er själva". Han ska sedan ha gått mot kommandobryggan. Besättningsmannen Samuel Hemming vittnade om att han såg Smith ensam på bryggan kort innan fartyget gick under. Sedan skiljer sig vittnesmålen kraftigt åt om vad som hände med honom. Många myter som inte har kunnat verifieras har kretsat kring Smiths sista handlingar på fartyget och hans kropp blev aldrig återfunnen.
Det mest vedertagna scenariot är att Smith begav sig till styrhytten och sedan stannade där för att vänta på sin död. Andra vittnesmål berättade om att han setts i vattnet i närheten av livbåtar och sedan frusit ihjäl. Ytterligare andra hävdade att han dök i vattnet från bryggan. Dessa vittnen kan ha misstagit andra av fartygets befäl för Smith. Det är exempelvis fastslaget att andre styrman Charles Lightoller dök från den plats där det beskrevs att kaptenen ska ha gjort det.
Enligt ett annat vittnesmål ska Smith ha begått självmord genom att skjuta sig själv i huvudet med en pistol. Detta scenario förefaller dock mer vara ett resultat av sensationsjournalistik, även om många vittnesmål om att något av de högre befälen avslutade sitt liv på detta sätt existerar.
En minnesstaty invigdes åt honom i Lichfield 1914. Under statyn finns orden "be british" vilket enligt en samtida tidningsartikel skall ha varit bland de sista ord Smith yttrade, men detta har inte kunnat verifieras. Detta har senare beskrivits som en patriotisk efterhandskonstruktion.